# Wolliges Wollblatt
Das Wollige Wollblatt (Eriophyllum lanatum), auch Großes Wollblatt genannt, ist eine Pflanzenart aus der Familie der Korbblütler (Asteraceae). Die Art ist sehr formenreich, es wurden bislang über 10 Varietäten beschrieben.

## Merkmale
Das Wollige Wollblatt ist eine ausdauernde krautige Pflanze oder ein Halb- bzw. Zwergstrauch. Es wird meist 15 bis 30, selten bis 100 Zentimeter groß. Die Pflanze ist niederliegend aufsteigend, buschig verzweigt und wollig behaart. Die Stängelblätter sind 1 bis 8 Zentimeter lang und drei- bis fünfteilig fiederschnittig. Bei Eriophyllum lanatum subsp. integrifolium (Hook.) Smiley sind sie unzerteilt und ganzrandig. Die Blütenköpfe haben einen Durchmesser von 4 Zentimetern. Die Blüten sind gelb. Die meist 8, selten bis 13 Strahlenblüten sind 6 bis 20 Millimeter lang und elliptisch. Die Hüllblätter sind einreihig, eiförmig, spitz, 5 bis 12 Millimeter lang und überlappen einander.
Die Blütezeit reicht von Juni bis August.

## Vorkommen
Die Art kommt in Südwest-Kanada und im Westen der USA bis West-Montana, Wyoming und Nevada vor. Sie wächst auf offenen, trockenen Standorten in Höhenlagen bis 4000 Meter. In Deutschland ist das Wollige Wollblatt lokal als Neophyt eingebürgert.

## Nutzung
Das Wollige Wollblatt wird selten als Zierpflanze für Steingärten und Süd-Böschungen genutzt. Es ist mindestens seit 1826 in Kultur.

## Belege
- Eckehart J. Jäger, Friedrich Ebel, Peter Hanelt, Gerd K. Müller (Hrsg.): Rothmaler – Exkursionsflora von Deutschland. Band 5: Krautige Zier- und Nutzpflanzen. Spektrum Akademischer Verlag, Berlin Heidelberg 2008, ISBN 978-3-8274-0918-8.
- Wolliges Wollblatt. auf FloraWeb.de